# Кастренска крепост
Кастренска крепост (на гръцки: Κάστρο Κάστρου) е средновековно отбранително съоръжение в тасоското село Кастро, Северна Гърция.

## Местоположение
Село Кастро се намира в центъра на остров Тасос на надморска височина 490 m. Останките от крепостта са на скала от южната страна на селото на същата надморска височина, но цялостно е естесвено укрепена. Крепостта е отдалечена на 7 km от морето, което осигурява защита от пиратски набези. Също така има визуален контакт с морето само от малка част на югозапад, което осигурява допълнително прикритие.

## История
Кастро е средновековно селище, едно от най-старите на острова. Селото носи името си от крепостта – Κάστρο на гръцки означава „замък“, „крепост“. Първоначално името на селото е Νεόκαστρο, тоест Нова крепост, което в османско време е преведено като Йени Хисар, а по-късно остава само Кастро.
Крепостта е създадена към средата на XIII век и е изоставена в началото на XX век. В центъра на селото се намира църквата „Свети Атанасий“, в чиято зидария са запазени три мраморни надписи, свързани със замъка, които дават ценна историческа информация за периода от началото на XV век. Това показва, че строителният материал от замъка е бил използван повторно за сградите в селото.
Първите жители идват в района от сегашното село Каливия или Меси. По време на кръстоносните походи Меси и други крайбрежни селища на Тасос претърпяват големи разрушения. Настъпилият срив в сигурността след падането на Константинопол в ръцете на кръстоносците в 1204 година довежда до изоставянето на крайбрежните села и повторното им установяване във вътрешността. Жителите на Меси основават на един километър южно от сегашния замък селище, което устна традиция се е казвало Агиос Евстратиос. Остатък от това селище е едноименната църква „Свети Евстратий“. Няколко години по-късно жителите на Агиос Евстратиос и тези от околните селища от съображения за сигурност се установяват в най-укрепената позиция в района – мястото на крепотта.
Най-старото споменаване на укрепеното селище Кастро е в хрисовул на император Андроник II Палеолог от 1287 година, който утвърждава правата на светогорския  манастир Филотей върху дялове в Теологос и Неокастро: „друг храм в рамките на Неокастро на името на архистратега, водач на небесните сили с различни сгради около него, плюс годишния обществен фестивал, който се провежда там на осми ноември“. Крепостта е наречена Неокастро вероятно, за да се отличава от Палеокастро над Каливия (Меси).
В 1307 година Тасос, който тогава е леговище на пирати, е овладян от генуезеца Тедисио Дзакария от видния род Дзакария, племенник на владетеля на Хиос Бенедето Дзакария, но в 1313 година Византийската империя си връща острова. В 1350 година Тасос е разграбен от турски пирати от емирството Айдън. В периода 1357 – 1384 година островът е предоставен с хрисовул на двама братя – Алексий, велик стратопедарх и Йоан, велик примикюр, може би роднини на император Йоан V Палеолог, които отвоюват от сърбите бреговете на Източна Македония. В 1357 година архонтите Алексий и Йоан в писмо до Великата лавра (Actes de Lavra II, 1975, pp. 67-72), уверяват, че трите метоха на манастира в Тасос, а именно на Свети Атанасий в Неокастро, на архистратега в Кинара и на Света Богородица в Потамия ще останат неприкосновени. Съответно вероятно църквата „Свети Атанасий“ в центъра на селото съществува още оттогава. След смъртта на великия примикюр Йоан в 1384 година, Тасос вероятно преминава за известно време под контрола на османците, но в 1403 година с Галиполския договор той отново преминава във визинтийски ръце със Солун, Света гора и Спорадите. 
Около 1414 година генуезките владетели на Лесбос Гатилузи за кратко анексират Тасос, но самият император Мануил II Палеолог отплава с малка флота от 4 галери за Тасос, където остава 2 месеца и възстановява византийското управление. В 1434 година, тъй като империята вече е много слаба, владетелят на Лесбос Дорино I Гатилузио се настанява на Тасос, вероятно с одобрението на византийския император. В 1455 година, две години след падането на Константинопол, османците принуждават Гатилузо да им предаде Тасос.
През 1456 г. папска флота, командвана от кардинал Лудовико Тревизан, пристига в Северно Бяло море, за да помогне – както се предполага – на Гатилузите. Той временно окупира островите Тасос, Самотраки и Лемнос, които за известно време стават папски владения. Папската флота напуска в рамките на една година и вероятно на Тасос има кратък венециански период. Турците се завръщат в 1460 година и принуждават голяма част от населението да се премести в Константинопол. От 1460 година Тасос е за няколко години владение на бившия деспот на Морея Димитър Палеолог като награда за предаването на Мистра на Мехмед II Завоевателя. Но Димитър скоро изпада в немилост и губи Тасос и другите си владения.
Когато италианският пътешественик Кириак Анконски посещава Тасос през 1444 – 1445 година, той споменава като селища: Неокаструм (Neokastrum), който бил важен търговски център, Лименас, Калирахи (Calliarachium), Панагия (Anastasium), Потамия (Potamium) и Кинира (Chinarium), като първите три са укрепени.
В 1466 година по време на Венецианско-турската война, венецианският флот, начело с Веторе Капело окупира Лемнос, Тасос, Самотраки и Имброс. След края на тази война в 1479 година турците отново изселват в Константинопол жителите на Тасос. От селищата, които Кириак Анконски вижда, укрепените селища са повторно заселени: Лиманхисар, Какирахи и Йенихисар (Неокастро), а изглежда, че неукрепените са изоставени.
Османският адмирал Пири Реис в своите карти (1513) отбелязва за Тасос, че има три добре запазени крепости: Лиманхисар, Йенихисар, построен на планината в центъра на острова и Кагири, построен върху заострена скала – очевидно е крепостта на Калирачи (Какирахи). Пътешественикът от XVI век Франческо Пиаченца споменава три известни крепости: Лименас, Кастро и Какирахи, които са имали много жители. Марко Боскини, който посещава острова преди 1658 година повтаря известната информация за богат остров с три укрепени града. Свещеникът Бранконие, основател на йезуитската мисия в Солун, който посещава острова в 1707 година, съобщава, че кулата, която съществува в крепостта, е в развалини и оцелява само цистерната. Австрийският посланик Антон фон Прокеш-Остен, посетил острова в 1828 година, пише, че селото е построено върху „странен скалист куб с три вертикални страни“.
В XIX век вътрешността на замъка е превърната в гробище с църква „Свети Илия“ (1862). В 1882 година пирати плячкосват селото. Гробището престава да се използва в 1940 година.

## Архитектура
Крепостта обхваща площ от приблизително 0,3 ha, която е защитена от укрепено заграждение с периметър от 215 m. Градежът на крепостната стена се състои от различни по големина камъни със свързващ хоросан между тях. Периметърът следва пресечения терен. Единствената проходима входна точка е северозападната уязвима страна, където днес е портата. Останалите страни са сравнително непристъпни, тъй като са много стръмни до вертикални. Най-запазената част от стената е на северозапад, където днес е портата, с височина 3,20 m. От западната страна е запазен непрекъснат зид с дължина почти 50 m със средна височина от 2 до 2,5 m и дебелина 1,10 m. От северната и източната страна също е запазен зид, но на по-малка височина: 1 – 1,5 m. На недостъпната юг-югозападна страна, където скалите са отвесни, няма следи от стена и вероятно там никога не е имало стена. На западната стена се виждат руините на разрушена кула до параклиса „Свети Георги“.
Цистерната с размери 9 × 4 m изглежда е била в основата на правоъгълна кула. В периода на използването на мястото като гробище (1828 – 1940) цистерната е употребявана за костница.